# Riley Tanner
Riley Tanner, née le 15 octobre 1999 à Grand Rapids aux États-Unis, est une footballeuse internationale panaméenne qui joue comme attaquante au Spokane Zephyr.

## Biographie
Riley Tanner nait le 15 octobre 1999 à Grand Rapids d'un père américain et d'une mère d'origine panaméenne. Elle évolue aux Michigan Hawks de 2015 à 2017 et au Midwest United FC de 2017 à 2018 avant d'intégrer l'Université de Caroline du Sud en 2018 puis l'Université de l'Alabama où elle obtient une maîtrise en santé publique en 2022.
Après avoir obtenu son diplôme universitaire, elle est choisie au troisième tour de la draft 2023 de la NWSL par le Washington Spirit.

### En équipe nationale
Le 26 janvier 2023, Tanner fait partie des 23 joueuses du Panama pour les barrages intercontinentaux de la Coupe du monde féminine. Lors du premier match de barrage contre la Papouasie-Nouvelle-Guinée le 19 février, Tanner inscrit un but à la 63e minute après être entrée en jeu. Le Panama gagnera cette rencontre sur le score de deux buts à zéro.

## Statistiques

### Buts internationaux
| #  | Date            | Lieu                                              | Adversaire                | Score | Résultat | Compétition                                                                     |
| -- | --------------- | ------------------------------------------------- | ------------------------- | ----- | -------- | ------------------------------------------------------------------------------- |
| 1. | 19 février 2023 | North Harbour Stadium, Auckland, Nouvelle-Zélande | Papouasie-Nouvelle-Guinée | 2 –0  | 2–0      | Barrages intercontinentaux des éliminatoires de la Coupe du monde féminine 2023 |